# Hayden Hackney
Hayden Rhys Hackney (Redcar, 26 juni 2002) is een Engels-Schots voetballer die doorgaans speelt als middenvelder. In januari 2021 debuteerde hij voor Middlesbrough.

## Clubcarrière
Hackney begon in zijn negende levensjaar te voetballen in de jeugdopleiding van Middlesbrough. Hij doorliep de gehele opleiding en mocht op 9 januari 2021 zijn debuut maken in het eerste elftal. Op die dag werd in de FA Cup gespeeld tegen Brentford. Sam Folarin scoorde voor Middlesbrough, maar door treffers van Halil Dervişoğlu en Saman Ghoddos werd met 2–1 verloren. Hackney mocht van coach Neil Warnock in de basisopstelling beginnen en speelde het gehele duel mee. In augustus van datzelfde jaar nam Scunthorpe United de middenvelder op huurbasis over tot januari 2022. In de League Two kwam hij veel in actie, waarna de verhuurperiode verlengd werd tot het einde van het seizoen. Tijdens het seizoen bij Scunthorpe kreeg hij een schorsing van zes wedstrijden vanwege het spugen naar een tegenstander.
Tijdens de voorbereiding op het seizoen 2022/23 keerde Hackney terug bij Middlesbrough, waar hij van de nieuwe trainer Michael Carrick (aangesteld in oktober 2022) veel speeltijd kreeg. Op 19 oktober van dat jaar scoorde de middenvelder voor het eerst. Will Keane opende die dag de score namens Wigan Athletic, waarna Isaiah Jones en Duncan Watmore zorgden voor een voorsprong voor Middlesbrough. Hackney scoorde ook, waarna Chuba Akpom de uitslag bepaalde op 1–4. Aan het einde van het seizoen 2022/23 tekende Hackney een nieuw contract bij de club, tot medio 2027.

## Clubstatistieken
| Seizoen | Club                | Competitie   | Competitie | Competitie | Beker | Beker | Internationaal | Internationaal | Nacompetitie | Nacompetitie | Totaal | Totaal |
| Seizoen | Club                | Competitie   | Wed.       | Dlp.       | Wed.  | Dlp.  | Wed.           | Dlp.           | Wed.         | Dlp.         | Wed.   | Dlp.   |
| ------- | ------------------- | ------------ | ---------- | ---------- | ----- | ----- | -------------- | -------------- | ------------ | ------------ | ------ | ------ |
| 2020/21 | Middlesbrough       | Championship | 1          | 0          | 1     | 0     | —              | —              | —            | —            | 2      | 0      |
| 2021/22 | Middlesbrough       | Championship | 0          | 0          | 1     | 0     | —              | —              | —            | —            | 1      | 0      |
| 2021/22 | → Scunthorpe United | League Two   | 28         | 0          | 3     | 0     | —              | —              | —            | —            | 31     | 0      |
| 2022/23 | Middlesbrough       | Championship | 34         | 3          | 2     | 0     | —              | —              | 2            | 0            | 38     | 3      |
| 2023/24 | Middlesbrough       | Championship | 21         | 1          | 7     | 1     | —              | —              | —            | —            | 28     | 2      |
| 2024/25 | Middlesbrough       | Championship | 43         | 5          | 1     | 0     | —              | —              | —            | —            | 44     | 5      |
| Totaal  | Totaal              | Totaal       | 127        | 9          | 15    | 1     | 0              | 0              | 2            | 0            | 144    | 10     |

Bijgewerkt op 6 juni 2025.